# Гуштинка
Гуштинка (укр. Гуштинка) — село в Скала-Подольской поселковой общине Чортковского района Тернопольской области Украины.
До 2020 года входило в Борщёвский район.
Код КОАТУУ — 6120883005. Население по переписи 2001 года составляло 411 человек.

## Географическое положение
Село Гуштинка находится на правом берегу реки Збруч,
выше по течению на расстоянии в 1,5 км расположено село Троица,
ниже по течению на расстоянии в 3 км расположено село Турильче.
Примыкает к селу Иванков.